# Windows Nashville
Windows Nashville — кодове ім'я версії операційної системи Windows, яка повинна була бути випущена між Windows 95 і Windows 98.
Корпорація Майкрософт стверджувала, що Нешвілл додасть функції інтеграції з Інтернетом до настільного комп’ютера Windows 95 і NT 4.0, спираючись на нові функції веб-браузера Internet Explorer 3.0 (який має бути випущений за кілька місяців до Нешвілла).  Рекламовані функції включали комбінований файловий менеджер і веб-браузер, можливість легко відкривати документи Microsoft Office з Internet Explorer за допомогою технології ActiveX і спосіб розміщення динамічних веб-сторінок безпосередньо на робочому столі замість звичайних статичних шпалер.
Витік збірки мав номер версії 4.10.999 (порівняно з Windows 95 4.00.950, Windows 95 OSR2 4.00.1111, Windows 98 4.10.1998, Windows 98 Second Edition 4.10.2222 A та Windows ME 4.90.3000) . Врешті-решт проект було скасовано як повний випуск Windows, замість цього Windows 95 OSR2 було доставлено як проміжний випуск. Потім кодову назву «Nashville» було повторно використано для Windows Desktop Update, яке постачалося з Internet Explorer 4.0  і надавало більшість функцій, обіцяних для Nashville. Програма Athena PIM буде випущена як Microsoft Internet Mail and News у 1996 році разом з IE3, який пізніше буде перейменовано на Outlook Express у 1997 році з IE4.
Передбачалася як система з повною інтеграцією Internet Explorer'a в провідник Windows заснованої на web-технологіях того часу. Спочатку проєктувалася, як нова версія Windows, але врешті-решт була представлена як IE 4.0 з функцією Active Desktop для Windows 95 і NT4.0 (Функція Active Desktop дозволяла використовувати вебсторінку як малюнок робочого стола). Згодом проєкт був скасований, а всі напрацювання були перенесені в Windows 98. Спочатку запланований, як великий реліз, проєкт Windows 96 в результаті був згорнутий, а замість нього випущений Windows 95 OSR2.
Для колекціонерів в мережі можна знайти збірку 4.10.999. Зміни та нововведення: ефект підсвічування всіх написів в меню, іконок і тек в Провіднику; анімація меню; анімація розкриття тек в Провіднику, що було на той момент для Microsoft досить революційним. Також була пропозиція налаштувати доступ до сервера Microsoft Exchange.